# Semiothisa dispuncta
Semiothisa dispuncta är en fjärilsart som beskrevs av Walker 1860. Semiothisa dispuncta ingår i släktet Semiothisa och familjen mätare. Inga underarter finns listade i Catalogue of Life.